# .303 Savage

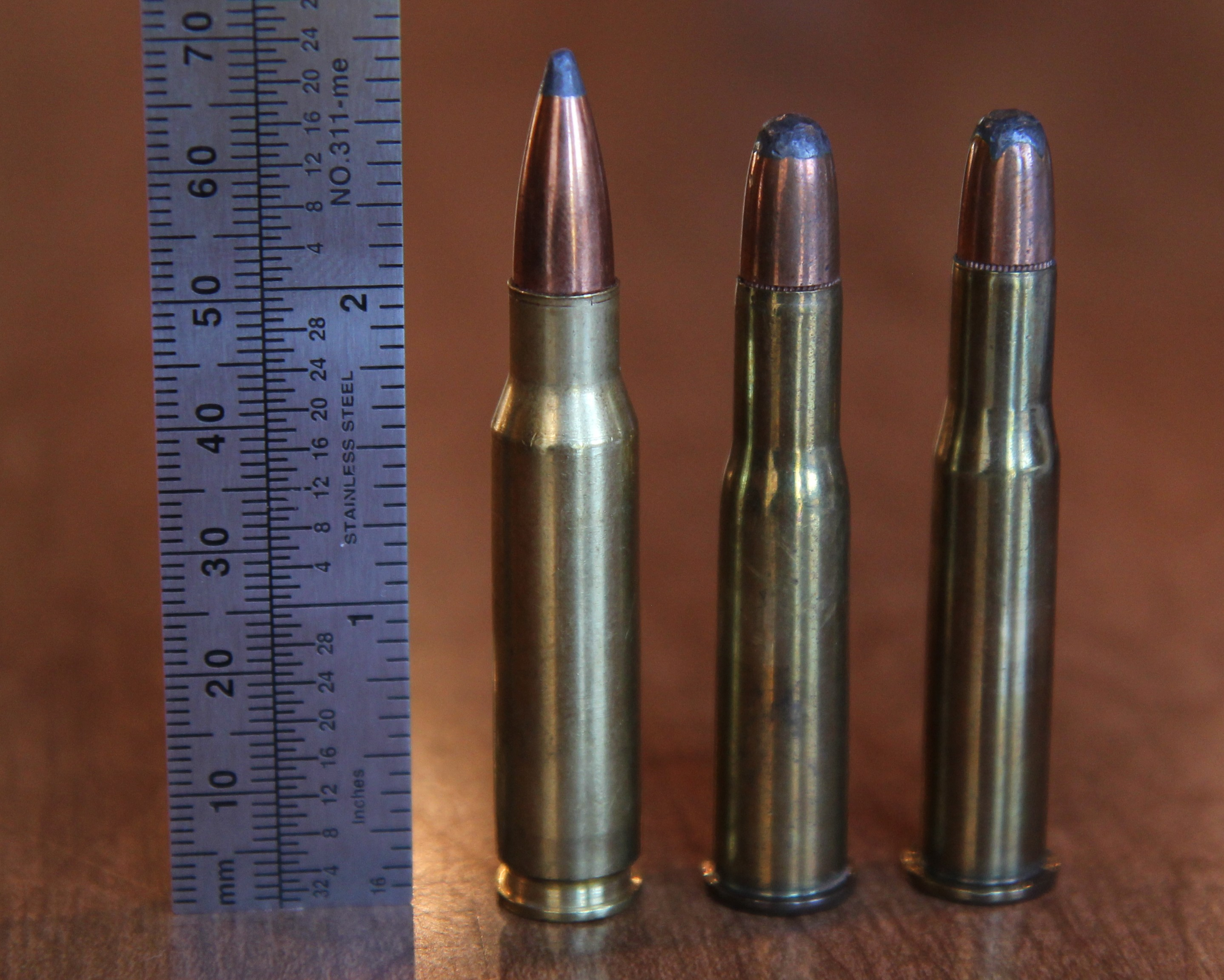
Um .303 Savage ao centro comparado a um .308 Win (esq.) e um .30-30 Win (dir.)

O .303 Savage é um cartucho de fogo central para rifles de calibre .30 com aro desenvolvido pela Savage Arms Company em 1894 que foi projetado como um cartucho de ação curta para seu rifle Savage Model 1895 mais tarde 1899 sem cão por ação de alavanca. O cartucho foi projetado para pólvora sem fumaça em uma época em que os cartuchos de pólvora negra ainda eram populares. O cartucho .303 Savage foi balisticamente superior ao .30-30 Winchester, mas apenas marginalmente. O .303 Savage permaneceu popular durante a década de 1930.